# Сопіметса
Со́піметса (ест. Sopimetsa küla) — село в Естонії, у волості Паюзі повіту Йиґевамаа.

## Населення
Чисельність населення на 31 грудня 2011 року становила 11 осіб.

## Географія
Дістатися села можна автошляхом 161.